# Беглянка (роман)
«Беглянка» / «Исчезнувшая Альбертина» (фр. La Fugitive / Albertine disparue) — шестой роман цикла «В поисках утраченного времени» французского писателя Марселя Пруста.
Издан посмертно, без окончательных корректировок и изменений Пруста. Первое издание на основе рукописей автора было опубликовано под названием «Исчезнувшая Альбертина», чтобы не вызвать путаницы с вышедшим во Франции в 1922 году переводом книги стихов «Беглянка» Рабиндраната Тагора.
Русский перевод романа, подготовленный, но не завершённый Николаем Любимовым, опубликован в 1993 году. В 2000 году при выпуске первого полного издания «Поисков утраченного времени» перевод Любимова был дополнен пропущенными фрагментами оригинального текста в переводе Леонида Цывьяна (пропуски помещены отдельным приложением).